# Tamame
Tamame es una localidad española perteneciente al municipio de Peñausende, en la provincia de Zamora, comunidad autónoma de Castilla y León.
Su término pertenece a la histórica y tradicional comarca de Sayago, con la que comparte sus especiales características, en especial de paisaje natural y urbano. Sus casas aún presentan la estructura y elementos tradicionales de la casa sayaguesa, con sus suelos de lanchas de piedra, la prezacasa y la cocina con chimenea de campana. El recorrido por sus calles, el paseo por entre sus cortinas y arboledas permitirán al visitante llegar a olvidar el tiempo. Junto con las localidades Figueruela de Sayago y Peñausende, conforma el municipio de Peñausende. 

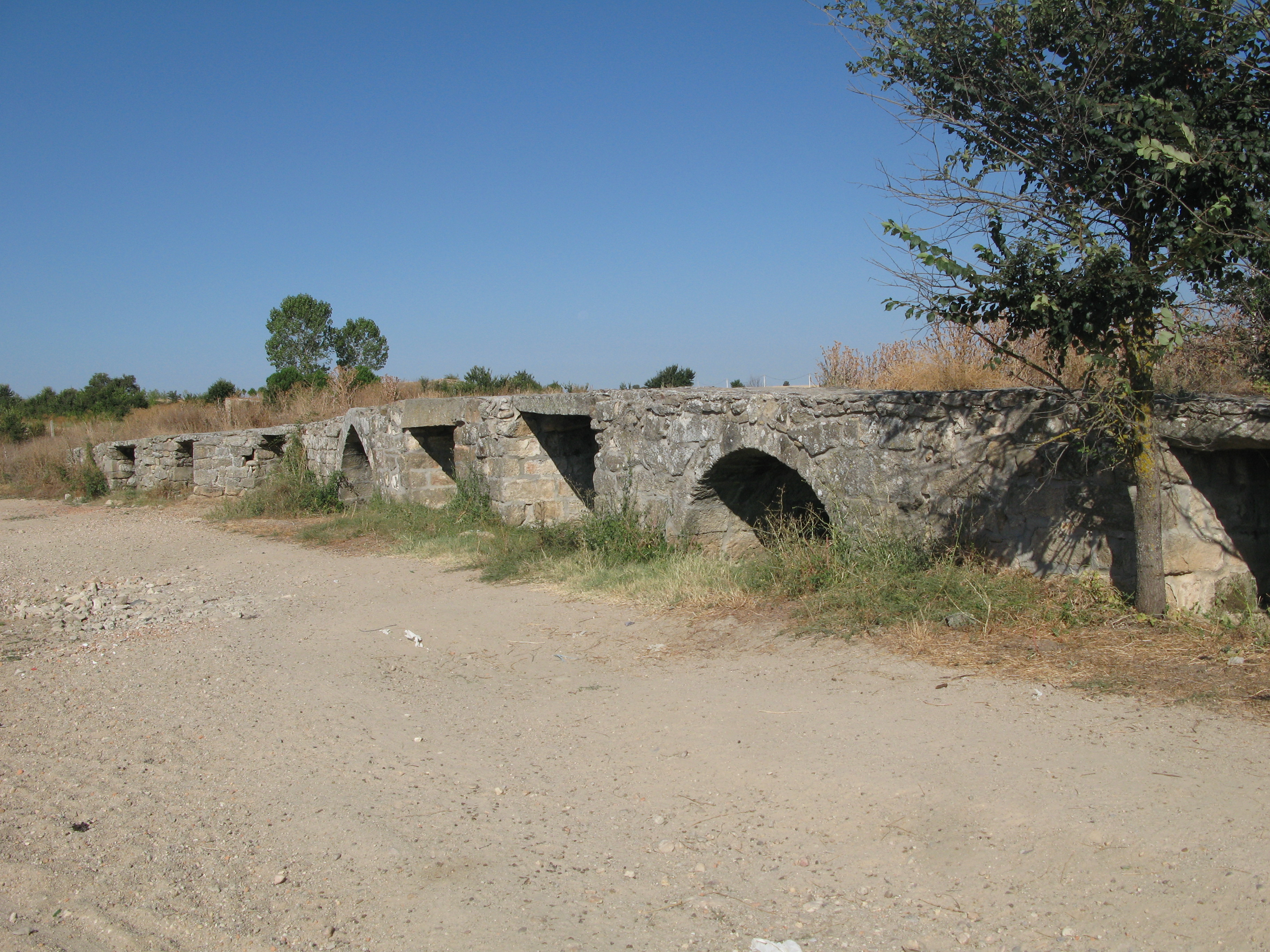
Puente medieval en Tamame.

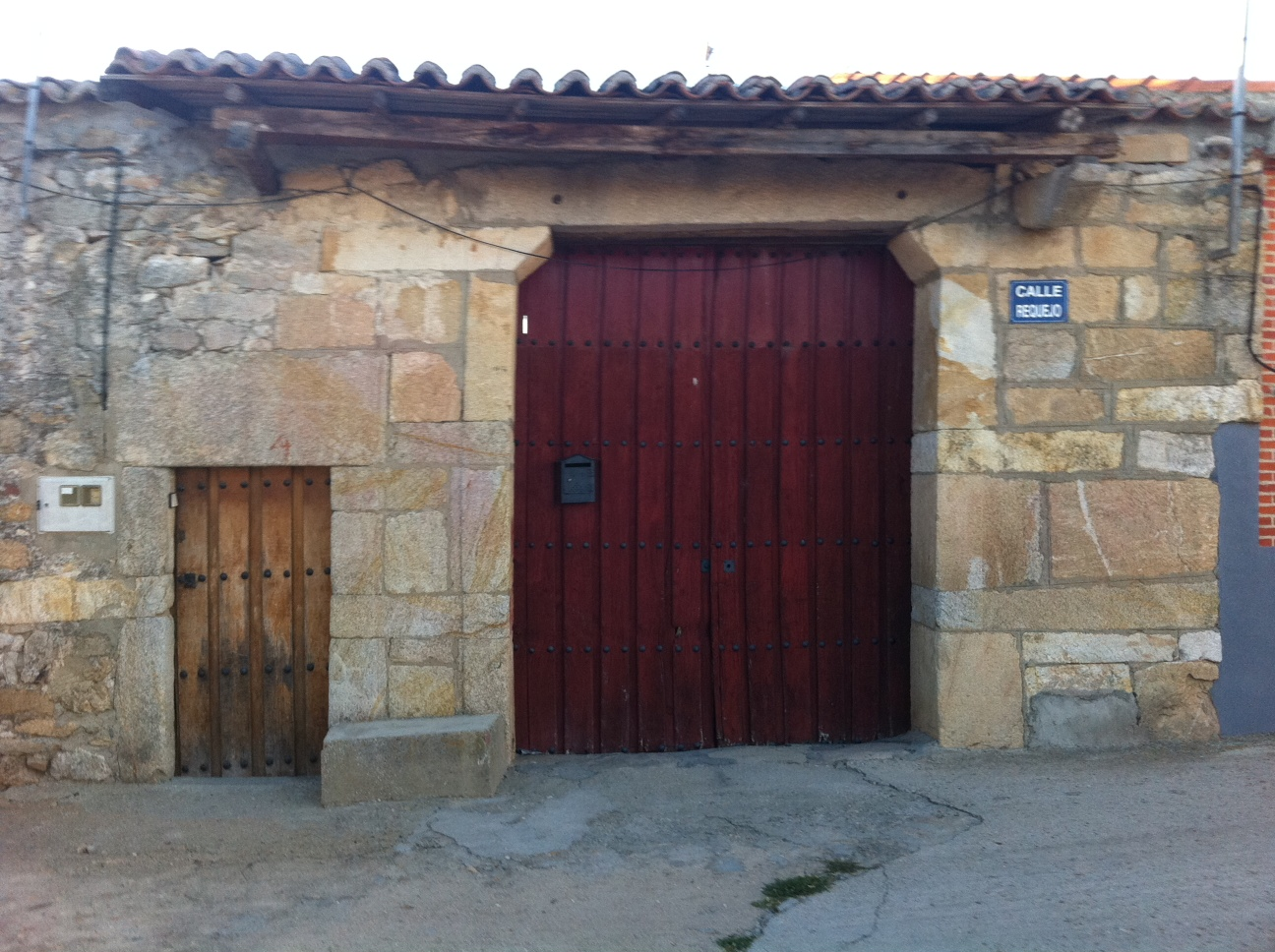
Vivienda tradicional en Tamame.

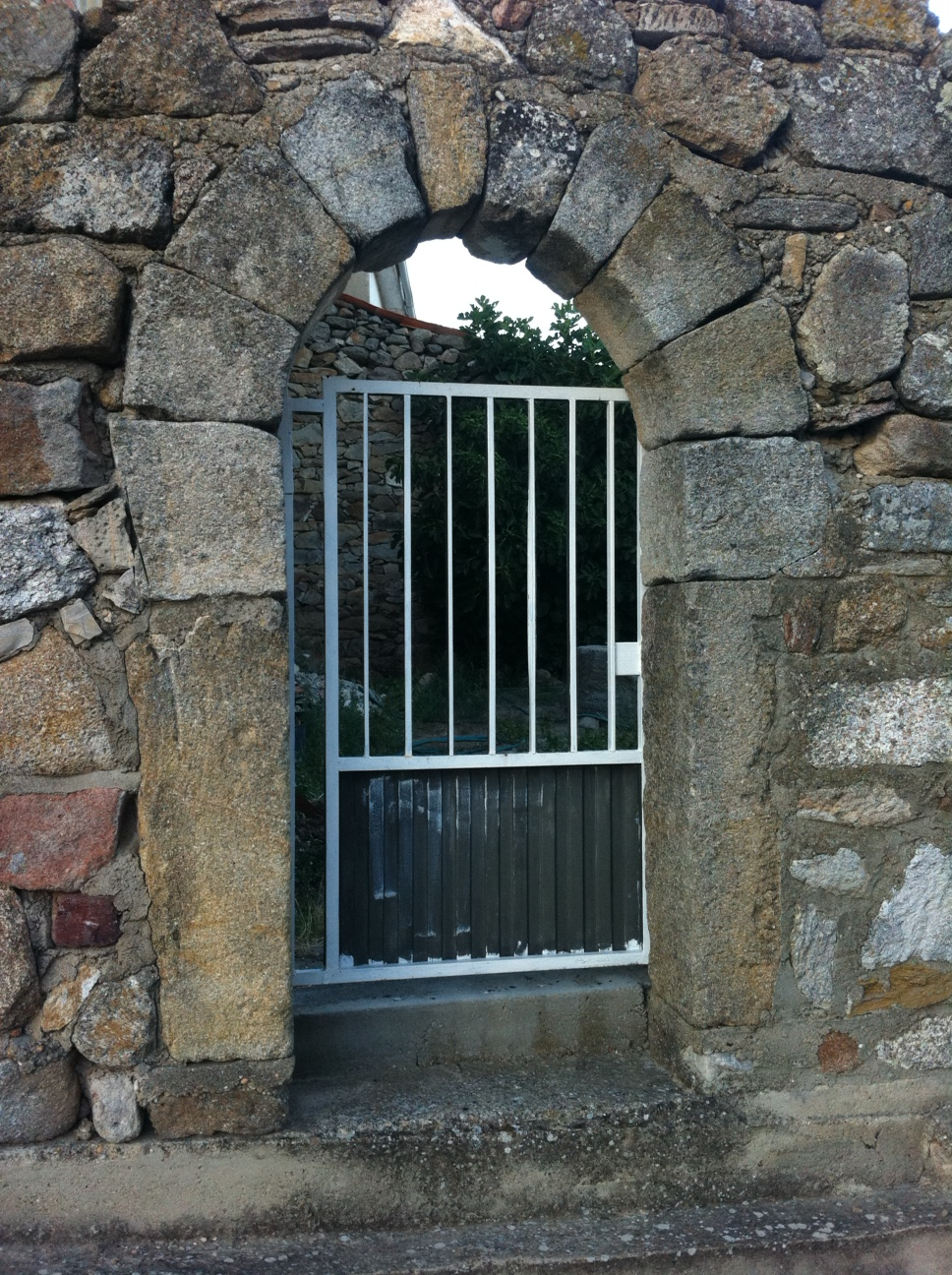
Detalle de la portada de una vivienda en Tamame.

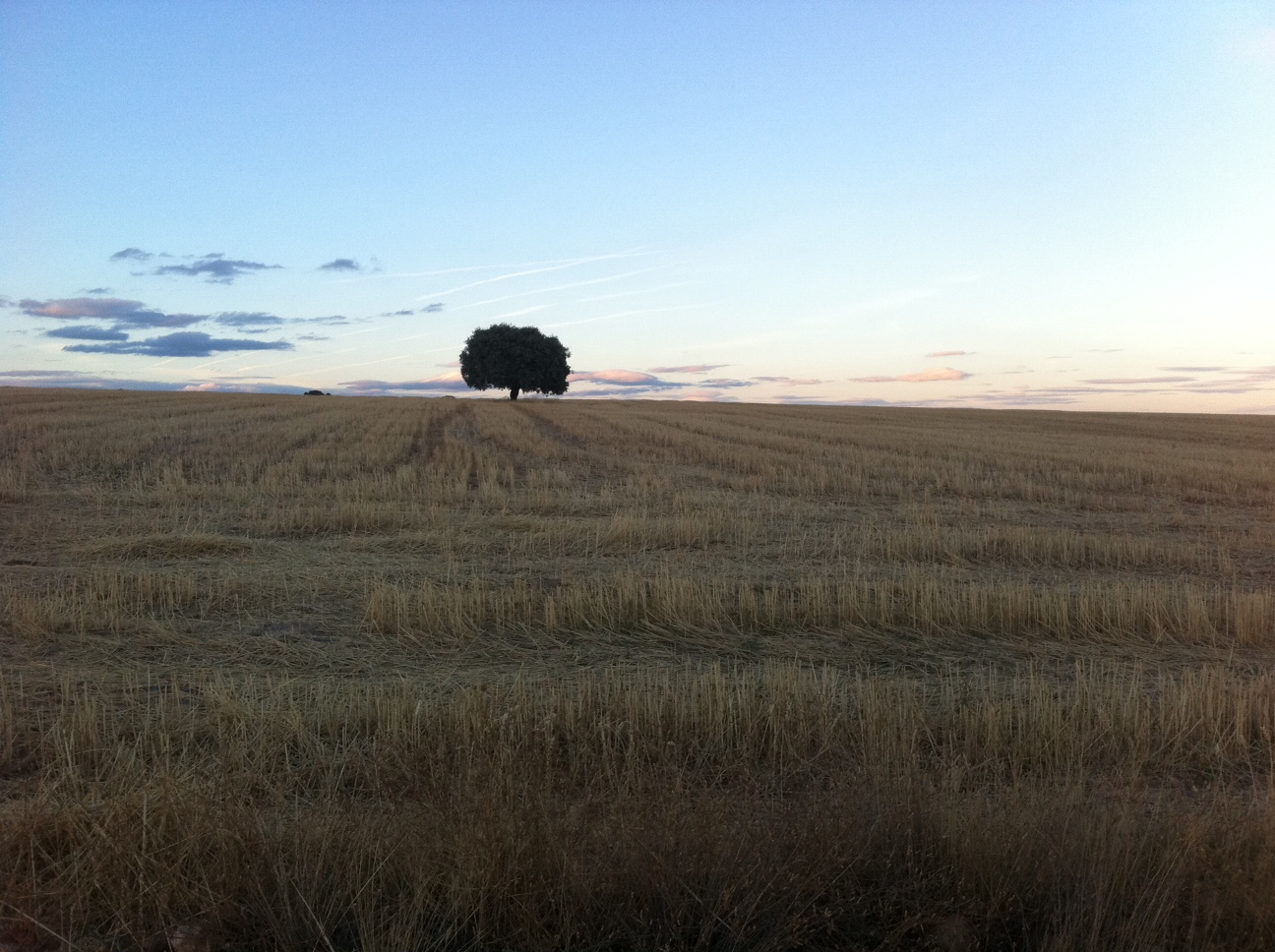
Rastrojo de cebada en Tamame.

## Etimología
El origen del topónimo Tamame, según Riesco Chueca,  podría encontrarse en el antropónimo de alguno de sus antiguos moradores, previsiblemente un propietario mozárabe. En este sentido, el citado autor hace referencias a:
1. Oliver Pérez[3] incluye Tamame dentro de una breve relación de nombres de lugares zamoranos cuyo topónimo está basado en onomásticos árabes: "Tamame de Tammam, Villanázar de Nasr, Villaveza de Abu’Isà, [San Pedro de] Zamudia de Samut".

1. Menéndez Pidal[4] cita el nombre de "Temam ben Afif", que se trataría del mismo que Joan Coromines extrae de una cita del Cartulario de San Cugat: “ipsum sarracenum nomine Temem” (1078). Este último autor indica que todas estas formas proceden, de una variante morfológica en el vocalismo "Tämâm", antropónimo que Corominas cree derivado del gentilicio "at-Tämîmi" (el de Tamim), derivado a su vez del nombre tribal de los "Bäni tämim".

En todo caso, el nombre tuvo uso personal relativamente frecuente. En Cuéllar se registra un Don Thamam, alcalde, en 1244. La forma patronímica (hijo de) tampoco es insólita: Ecta Tamamiz (Forna de Losada, en la Cabrera leonesa), en 1095. El mismo antropónimo de propietario está presente en Tamames, pueblo de la vecina provincia de Salamanca.
Otros autores consideran que estamos ante un topónimo prerromano, de raíz preindoeuropea, señalando en este caso el prefijo «tam-».

## Naturaleza
Cuenta con un río de curso intermitente llamado La Rivera en cuyas someras aguas existen cangrejos y sardas y a cuya vera se sitúan los huertos de sus vecinos cultivando en ellos: Acelgas, pimientos, tomates, calabacines y zanahorias, entre otras hortalizas.
La vegetación formada por robles y encinas principalmente que en tiempo de la poda, finalizado el otoño, su aprovechamiento es el de dar aliento al fuego de las chimeneas.

## Historia
Las primeras noticias de asentamiento humano en el término se dan en el pago del Berrocal del Moro o Casa de los Moros, donde hubo un asentamiento prerromano, luego romanizado a juzgar por  la presencia de cerámica (fragmentos de doliums, tégulas..) de aquella época y la aparición de la cubierta de un sarcófago. Asimismo, existieron otros poblamientos romanos en Los Cebadales, así como en el pago de Los Villares. También romana es la calzada Zamora-Ledesma que pasaba por el puente romano sobre el arroyo Rivera, que posteriormente se convirtió en cañada de trashumancia.
Por otro lado, la presumible toponimia arabizante del término Tamame apuntaría a la posible fundación de la localidad en la Edad Media, bien antes del proceso repoblador emprendido por los reyes leoneses, bien dentro del citado proceso.
Perteneció a la cuadrilla de Pereruela, que era una de las cuatro en que se dividía el antiguo partido de Sayago dentro de la jurisdicción de la ciudad de Zamora.
En 1833, al crearse las actuales provincias, Tamame, aún como municipio independiente, quedó adscrito a la provincia de Zamora,  dentro de la Región Leonesa, la cual, como todas las regiones españolas de la época, carecía de competencias administrativas. Un año después Tamame fue adscrito al partido judicial de Bermillo de Sayago.
El 4 de noviembre de 1971 Tamame perdió su condición de municipio, integrándose en el de Peñausende, en el que permanece en la actualidad. Tras la constitución de 1978, Tamame pasó a formar parte en 1983 de la comunidad autónoma de Castilla y León, en tanto localidad adscrita a la provincia de Zamora. Este mismo año, y tras la supresión del  partido judicial de Bermillo de Sayago, se integró en el partido judicial de Zamora.

## Geografía humana

### Demografía
| Gráfica de evolución demográfica de Tamame entre 1842 y 1970 |
| |
| Población de derecho según los censos de población del INE Población de hecho según los censos de población del INEEntre el censo de 1981 y el anterior, este municipio desaparece porque se integra en el municipio 49149 (Peñausende) |

| Gráfica de evolución demográfica de Tamame entre 2000 y 2015                             |
|                                                                                          |
| Fuente: Instituto Nacional de Estadística de España - Elaboración gráfica por Wikipedia. |

| Población de hecho   | --  | 351 | 422 | 413 | 424 | 424 | 441 | 439 | 365 | 336 | 363 | 380 | 355 | 199 | -- | -- | -- |
| Población de derecho | 252 | --  | --  | 420 | 425 | 422 | 436 | 462 | 433 | 344 | 364 | 380 | 357 | 199 | -- | -- | -- |
| Hogares              | 66  | 103 | 111 | 125 | 122 | 130 | 133 | 144 | 111 | 104 | 113 | 99  | 88  | 57  | -- | -- | -- |

Comentarios a los datos del INE:
- Entre el censo de 1981 y el anterior, este municipio desaparece porque se integra en el municipio de Peñausende.

Con la llegada del periodo estival su población aumenta notablemente, al convertirse en punto de encuentro de numerosos vecinos y familiares que en su día se vieron en la necesidad de emigrar a otras provincias en busca de un mejor porvenir. La juventud se reúne en un local cedido por el ayuntamiento llamado Casa Concejo, situado junto al pozo que abastece de agua a la población.

### Economía
Alrededor del pueblo se encuentra una importante variedad de yacimientos minerales, que desde comienzos del siglo XX han sido frecuentemente visitados por geólogos de diversas administraciones, instituciones, entidades y empresas. Las rocas y minerales más frecuentes son la derivación de los dos minerales más importantes de la zona: el ágata, por su alto contenido en silicatos, y el ópalo, por su alto contenido en oxígeno (O2) y la tenacidad frágil de la tierra en la que se encuentra. Sin embargo, Tamame, al igual que otros pueblos de la zona, ha vivido históricamente de espaldas a sus ricos recursos minerales. 
La tradición minera de Tamame se remonta al año 1993, en la que la empresa Arcillas Blancas SA inició la explotación de la mina Navalacruz, en la que se encontró una gran veta de caolín que atraviesa parte de los términos de Tamame y Peñausende. Esta explotación es actualmente (agosto de 2007) gestionada por la empresa Arcillas y Feldespatos Río Pirón SA, en la que trabajan en torno a 60 empleados.
La materia prima obtenida, el caolín, es clasificable como de muy alta calidad, pero requiere un previo procesamiento y depuración en la planta de Minerales y Tecnología de Arcillas de Segovia, para posteriormente ser enviada a distintos puntos de la geografía nacional, principalmente fábricas del levante español, y de Europa, en particular Italia.
El caolín de Tamame es destinado principalmente a la fabricación de las típicas vajillas de cerámica blanca y de azulejos, pero en el proceso de extracción también se obtienen productos que son utilizados para la fabricación de papel y de otros productos refractarios. La lista de productos secundarios extraídos del subsuelo de la mina es notable, destacando de entre ellos la bentonita, una de las pocas existentes a nivel nacional.

## Patrimonio
Cuenta con la existencia de longevos restos arquitectónicos como pueden ser su iglesia, el puente romano sobre el arroyo Rivera y las numerosas cortinas existentes junto al núcleo urbano.

### Arquitectura tradicional
Las paredes de piedra de sus casas austeras pero muy funcionales y sus techos de teja sujetadas de vigas y diverso ramaje comúnmente llamado "ripio" entre sus moradores tienen una prolongación llamada corral para la guarda del ganado y crianza de animales domésticos.
Típico de su campo son las delimitaciones de piedra de sus fincas y cortinas que dada la gran maestría alcanzada por sus propietarios se mantienen en pie algunas con más de cien años de antigüedad.